# بركة بنت يسار
بركة بنت يسار، مولاة أبي سفيان، وأخت أبي تجراة، مولى بني عبدالدار. صحابية بايعت الرسول محمد. هاجرت مع زوجها قيس بن عبدالله الأسدي إلى الحبشة أثناء الهجرة الثانية.